# 小干沟水电站
小干沟水电站是位于青海省海西蒙古族藏族自治州格尔木市市区南部郭勒木德镇格尔木河干流上的一座水电站，距南山口站24公里，是为解决格尔木炼油厂及周边地区工农牧业的发展需要的电力而建。水电站于1988年3月开工，1993年12月竣工验收，装机容量3.2万千瓦，年均发电量18524万千瓦时。电站水库大坝类型为钢筋混凝土面板砂砾石坝，坝长104米，坝顶高程3260米，最大坝高55米，坝顶宽8米。小干沟水库水面面积约50万平方米，回水长度4950米，总库容1030万立方米。